# Kreis Naumburg
| Basisdaten                                             | Basisdaten                                                |
| ------------------------------------------------------ | --------------------------------------------------------- |
| Bezirk der DDR                                         | Halle                                                     |
| Kreisstadt                                             | Naumburg                                                  |
| Fläche                                                 | 359 km² (1989)                                            |
| Einwohner                                              | 53.656 (1989)                                             |
| Bevölkerungsdichte                                     | 149 Einwohner/km² (1989)                                  |
| Kfz-Kennzeichen                                        | K und V (1953–1990) KR und VR (1974–1990) NMB (1991–1994) |
|                                                        |                                                           |
| Der Kreis Naumburg im Bezirk Halle (anklickbare Karte) |                                                           |

Der Kreis Naumburg war ein Landkreis im Bezirk Halle der DDR. Von 1990 bis 1994 bestand er als Landkreis Naumburg im Land Sachsen-Anhalt fort. Sein Gebiet gehört heute zum Burgenlandkreis in Sachsen-Anhalt. Der Sitz der Kreisverwaltung befand sich in Naumburg.

## Geographie
Der Kreis Naumburg grenzte im Uhrzeigersinn im Norden beginnend an die Kreise Nebra, Weißenfels, Hohenmölsen, Zeitz, Eisenberg, Jena-Land, Apolda und Sömmerda.

## Geschichte

### Historischer Vorgänger
Zwischen 1818 und 1932 bestand ein preußischer Landkreis Naumburg im Regierungsbezirk Merseburg, er ging im Landkreis Weißenfels auf (zu dessen Geschichte siehe dort).
1944 wurde das bezeichnete Gebiet Teil der anstelle des Regierungsbezirkes neugeschaffenen Provinz Halle-Merseburg. Nach dem Zweiten Weltkrieg bildete das Gebiet einen Teil von Sachsen-Anhalt, zwischen 1952 und 1990 einen Teil des Bezirkes Halle.

### Entstehung und Umbenennung
Am 25. Juli 1952 kam es zur Auflösung des Kreises Kölleda, der kurz zuvor seinen historischen Namen Landkreis Eckartsberga aufgeben musste. Dessen Gebiet wurde auf die neugebildeten Kreise Artern, Naumburg, Nebra (alle Bezirk Halle) und Sömmerda (zum Bezirk Erfurt) aufgeteilt.
Der Kreis Naumburg wurde somit neben Teilen des Kreises Kölleda bzw. des Landkreises Eckartsberga aus Teilen des Territoriums folgender Vorgänger gebildet:
- Landkreis Weißenfels
- Landkreis Zeitz
- Landkreis Jena

Am 17. Mai 1990 wurde der Kreis in Landkreis Naumburg umbenannt. Im Oktober 1990 wurden der Bezirk Halle und die DDR aufgelöst. Der Landkreis Naumburg wurde nun ein Landkreis im Bundesland Sachsen-Anhalt. Von 1990 bis 1992 war Werner Hütter Landrat des Landkreises im neuen Bundesland. 1992 wurde Jürgen Dube vom damaligen Kreistag zum neuen Landrat ernannt.

### Ende des Bestehens
Am 1. Juli 1994 wurde der Landkreis Naumburg zusammen mit den Kreisen Nebra und Zeitz Teil des neu gegründeten Burgenlandkreises. Kreissitz dieses Kreises, der bis zum 1. Juli 2007 existierte, war ebenfalls Naumburg (Saale). Am 1. Juli 2007 wurde der Burgenlandkreis mit dem Landkreis Weißenfels vereinigt. Der Name Burgenlandkreis und der Sitz Naumburg (Saale) blieben erhalten.

## Städte und Gemeinden
Dem Kreis Naumburg gehörten die folgenden Städte und Gemeinden an:
| - Aue - Abtlöbnitz - Bad Kösen, Stadt - Boblas - Burgheßler - Burgholzhausen - Burkersroda - Casekirchen - Cauerwitz - Crauschwitz - Crölpa - Eckartsberga - Eulau - Flemmingen | - Freiroda - Gieckau - Goldschau 1 - Görschen - Größnitz - Großwilsdorf - Hassenhausen - Heiligenkreuz - Herrengosserstedt - Janisroda - Kleingestewitz - Kleinheringen - Kleinjena - Klosterhäseler | - Köckenitzsch - Leislau - Lißdorf - Löbitz - Mertendorf - Möllern - Molau - Mollschütz - Naumburg, Stadt - Neidschütz - Pödelist - Prießnitz - Schieben - Schönburg | - Seidewitz - Seiselitz - Sieglitz - Spielberg - Stöben 2 - Taugwitz - Tromsdorf - Tultewitz - Utenbach - Wethau - Wettaburg - Wischroda |

Eingemeindungen bis 1990
- Aue, am 1. Januar 1957 zu Molau
- Boblas, am 1. Januar 1957 zu Neidschütz
- Burgheßler, am 1. Juli 1976 zu Klosterhäseler
- Cauerwitz, am 1. Januar 1957 zu Utenbach
- Crauschwitz, am 1. Juli 1961 zu Leislau
- Freiroda, am 1. September 1965 zu Crölpa-Löbschütz
- Großwilsdorf, am 1. Juli 1961 zu Kleinjena
- Heiligenkreuz, am 15. März 1974 zu Crölpa-Löbschütz
- Kleingestewitz, am 1. Januar 1956 zu Crauschwitz
- Köckenitzsch, am 1. Januar 1957 zu Casekirchen
- Lißdorf, am 20. August 1990 zu Eckartsberga
- Mollschütz, am 1. Januar 1957 zu Altlöbnitz
- Seidewitz, am 17. September 1961 zu Casekirchen
- Seiselitz, am 1. Januar 1957 zu Utenbach
- Sieglitz, am 1. Juli 1961 zu Molau
- Tultewitz, am 1. Januar 1956 zu Schieben

## Kfz-Kennzeichen
Den Kraftfahrzeugen (mit Ausnahme der Motorräder) und Anhängern wurden von etwa 1974 bis Ende 1990 dreibuchstabige Unterscheidungszeichen, die mit den Buchstabenpaaren KR und VR begannen, zugewiesen. Die letzte für Motorräder genutzte Kennzeichenserie war VR 50-01 bis VR 99-99.
Anfang 1991 erhielt der Landkreis das Unterscheidungszeichen NMB. Es wurde bis zum 30. Juni 1994 ausgegeben. Seit dem 27. November 2012 ist es im Burgenlandkreis erhältlich.